# Играй как по писаному (фильм)
«Играй как по писаному» (англ. Play It as It Lays) — американский драматический фильм, снятый режиссёром Фрэнком Перри по сценарию Джоан Дидион и Джона Грегори Данна, написанном на основе одноимённого романа Дидион. Главные роли в картине исполняют Тьюсдей Уэлд, Энтони Перкинс, Тэмми Граймс и Адам Роарк.
За свою актёрскую работу в фильме Уэлд была номинирована на премию «Золотой глобус», а также выиграла награду на 33-м Венецианском кинофестивале.

## Сюжет
Уроженка маленького города Невады, а ныне успешная актриса, Мэрайя Уайет Лэнг находится в процессе развода со своим мужем, продюсером Картером Лэнгом. Она пребывает в хронической депрессии и проходит лечение в больнице. Вспоминая о том, что привело её к сложившейся ситуации, Мэрайя рассказывает о своих поездках по Лос-Анджелесу и времяпровождениях со своим лучшим другом Б. З. Менденхоллом — геем, несчастным в браке с женщиной. Её четырёхлетняя дочь, Кейт, по настоянию Картера находится под постоянным наблюдением врачей из-за проблем в развитии. Картер недоволен частыми визитам Мэрайи к дочери. Мэрайя же мечтает забрать дочь и уехать прочь.
Забеременев в результате интрижки со сценаристом Лесом Гудвином, Мэрайя делает аборт. Она отправляется в Лас-Вегас, где проводит время с нечистым на руку адвокатом Ларри Куликом. Вернувшись в Лос-Анджелес, она проводит ночь с телевизионной звездой Джонни Уотерсом.
Скучающая и подавленная, Мэрайя крадёт машину Джонни и сбегает, однако оказывается задержана полицией из-за найденных в машине наркотиков. Вернувшись в Лас-Вегас, Мэрайя встречает в равной мере несчастного Б. З., который кончает жизнь самоубийством, приняв смертельную дозу таблеток в сочетании с алкоголем.
Отвечая на вопрос больничного психиатра о том, зачем она продолжает играть, когда уже знает что значит «ничего», Мэрайя говорит: «Почему нет?».

## Актёрский состав
- Тьюсдей Уэлд — Мэрайя Уайет Лэнг
- Энтони Перкинс — Б. З. Менденхолл
- Тэмми Граймс — Хелен
- Адам Роарк — Картер Лэнг
- Рут Форд — Карлотта
- Эдди Файрстоун — Бенни Остин
- Диана Юинг — Сюзанна
- Пол Ламберт — Ларри Кулик
- Норман Фостер — врач
- Чак Макканн — ассистент врача
- Северн Дарден — гипнотизёр
- Тони Янг — Джонни Уотерс
- Ричард Андерсон — Лес Гудвин
- Элизабет Кламан — Чики
- Митци Хоаг — Пэтси
- Тайн Дейли — журналистка
- Роджер Юинг — Нельсон
- Ричард Райал — домовладелец
- Джон П. Финнеган — Фрэнк
- Трейси Морган — Жанель
- Дарлин Конли — медсестра
- Артур Найт — в роли самого себя
- Альберт Джонсон — в роли самого себя
- Аллан Уорник — телевизионный панелист

## Производство
Джоан Дидион хотела, чтобы фильм срежиссировал Сэм Пекинпа, однако эту идею не поддержала студия. По словам Доминика Данна, тогдашняя глава Universal Pictures Нед Тэнен «ненавидел книгу… Они согласились заняться проектом только потому, что фильм хотел снять Фрэнк Перри, двумя годами ранее выпустивший успешный „Дневник безумной домохозяйки“». Перри хотел взять на главную роль Бонни Беделию, однако Данн настоял на кастинге Тьюсдей Уэлд, являвшейся его соседкой в Малибу. Энтони Перкинс был единственным кандидатом на роль Б. З. Менденхолла и не проходил прослушивание. Диана Линн была взята на роль Хелен, однако неожиданно скончалась незадолго до начала съёмок, после чего роль получила Тэмми Граймс.

## Принятие

### Отзывы критиков
Винсент Кэнби назвал режиссуру и сценарий фильма «банальными», однако в положительном ключе упомянул актёрские работы Уэлд и Перкинса. Молли Хаскелл похвалила Уэлд, при этом отметив, что «с трудом вспоминала фильм». Роджер Эберт, в свою очередь, дал фильму четыре звезды из четырёх, похвалив режиссёрские и сценарные работы, а также игру Уэлд и Перкинса.

### Награды и номинации
| Ассоциация                 | Год  | Категория                   | Номинант(-ы) | Результат |
| -------------------------- | ---- | --------------------------- | ------------ | --------- |
| «Золотой глобус»           | 1973 | Лучшая женская роль — драма | Тьсюдей Уэлд | Номинация |
| Венецианский кинофестиваль | 1972 | Лучшая роль                 | Тьсюдей Уэлд | Победа    |